# 作木
作木（つくりき）は、千葉県君津市の地名。丁番を持たない単独町名で、郵便番号は299-1124。

## 地理
市内西部、小糸川支流の宮下川最上流域に位置する。
地内は周囲を山林に囲まれた平坦地で、中央部から西部は水田の合間に集落が点在し、南東部は採石場となっている。
北で山高原、東で大山野、南で富津市桜井および富津市宝竜寺、西で富津市亀沢とそれぞれ接する（特記ないものは君津市）。

## 歴史

### 沿革
- 江戸時代 - 周淮郡作木村成立。旗本志村氏・山本氏・阿部氏の相給、のち与力給知[4]。
- 1873年（明治6年） - 作木村、千葉県に所属[4]。
- 1889年（明治22年）4月1日 - 町村制施行により周淮郡周南村大字作木となる[4]。
- 1897年（明治30年）4月1日 - 周南村、郡統合により君津郡所属となる。
- 1954年（昭和29年）3月31日 - 周南村と君津町（初代）・貞元村が合併し君津郡君津町（2代目）が成立、同町の大字となる。
- 1971年（昭和46年）9月1日 - 君津町が市制施行し、君津市となる。

## 世帯数と人口
2020年（令和2年）6月30日現在の世帯数と人口は以下の通りである。
| 大字 | 世帯数 | 人口 |
| ---- | ------ | ---- |
| 作木 | 22世帯 | 47人 |

## 小・中学校の学区
市立小・中学校に通う場合、学区は以下の通りとなる。
| 番地 | 小学校             | 中学校             |
| ---- | ------------------ | ------------------ |
| 全域 | 君津市立周南小学校 | 君津市立周南中学校 |

## 交通
地内を通る鉄道路線はない。最寄駅はJR内房線佐貫町駅。

### バス
- 君津市コミュニティバス
  - 小糸川循環線（循環ルート） 君津グラウンドゴルフ場 - 宮下 - 溝添社宅 - 貞元小前 - 君津駅南口 - 君津市役所 - 君津バスターミナル - 溝添社宅 - 宮下 - 君津グラウンドゴルフ場
  - 小糸川循環線（中島系統） 君津グラウンドゴルフ場 - 宮下 - 小糸郵便局前 - 溝添社宅 - 君津バスターミナル - 君津市役所 - 君津駅南口

地内に所在する君津グラウンドゴルフ場バス停が起点・終点となる。

### 道路
地内を通る国道および県道はない。
高速道路
- 館山自動車道
  - 地内西部を北東から南西に通過するが、施設はない（君津PA/SIC - 富津中央IC間）。

## 施設
- 君津グラウンド・ゴルフ場
- 作木自治会館

## 史跡
- 作木神社